# Ленин, Михаил Францевич
Михаил Францевич Ле́нин (настоящая фамилия — Игнатю́к; 21 февраля (4 марта) 1880, Киев — 9 января 1951, Москва) — советский драматический актёр, один из запевал Малого театра. Народный артист РСФСР (1937).

## Биография

### Ранние годы

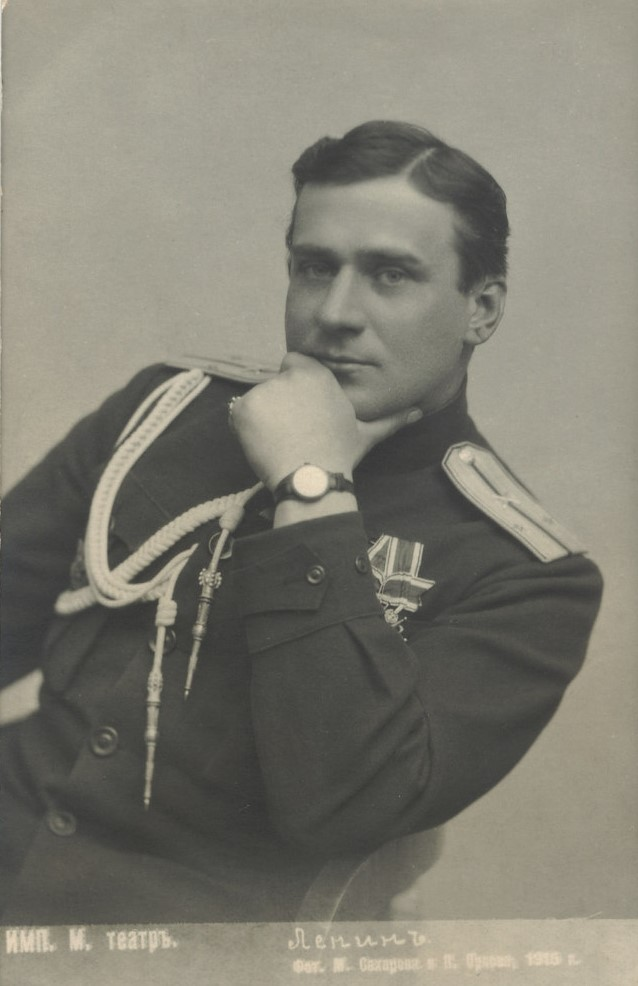
Ленин Михаил в 1915 г.

Могила М. Ф. Ленина на Новодевичьем кладбище Москвы.

Михаил Францевич Игнатюк родился 21 февраля 1880 года в Киеве в семье поляка Франца Григорьевича Игнатюка (до военной службы носившего фамилию Игнатович) и его жены — украинки Евдокии Михайловны. Учился в Киевском реальном училище, там же участвовал в ученических спектаклях, в частности, в возрасте 16 лет сыграл Альберта в «Скупом рыцаре». Со временем, почувствовав себя «артистом», взял себе псевдоним Михайлов.
В 1899 году Михаил Игнатюк прибыл в Москву, где предпринял попытку поступить в школу Малого театра. На экзамене он читал «Умирающего гладиатора» Лермонтова. Среди педагогов его заметил А. П. Ленский, отметивший, что «вялое, неумелое чтение ещё не свидетельствует о бесталанности экзаменующегося» и что «тот же человек иногда совершенно преображается, когда в гриме и костюме выступает в отрывке». Ленский предложил попробовать ему роль Самозванца в сцене у фонтана из «Бориса Годунова» А. С. Пушкина. С этой задачей Игнатюк справился на отлично и был зачислен в театральную школу на драматические курсы (класс А. П. Ленского). Ко второму полугодию ему назначили стипендию в размере 25 рублей. А со второго курса актёр участвовал в спектаклях Малого театра и Нового театра: «Ромео и Джульетте» У. Шекспира, «Завтраке у предводителя» И. С. Тургенева. В 1902 году окончил её и был зачислен в труппу Малого театра. По совету своего наставника взял себе другой псевдоним — «Ленин», в знак уважения к первой жене, которую звали Лена.
В 1919—1920 годах — актёр Государственного Показательного театра.
В 1921—1923 годах — актёр бывшего Театра Корша.

### Малый театр
В 1923 году вернулся в Малый театр, где работал до конца жизни.
Пятого мая 1937 года был создан совещательный орган художественной коллегии в количестве девяти человек, в которую вошли мастера театра, в том числе и Михаил Ленин.

### В годы Великой Отечественной войны
После начала войны вместе с труппой Малого театра эвакуировался в Челябинск. Там же в апреле 1942 года под руководством Ленина шла подготовка по составу и репертуару новой фронтовой бригады. С 8 по 31 мая 1942 года бригада дала 48 концертов для воздушных, танковых и зенитных частей Московского и Северо-Западного фронтов.

### Последние годы жизни
9 января 1951 года умер от туберкулеза скоротечной формы. Похоронен на Новодевичьем кладбище в Москве (участок № 2, ряд 6, место 4).

## Награды и звания
- народный артист РСФСР (23.09.1937)
- орден Ленина (26.10.1949)
- орден Трудового Красного Знамени (23.09.1937) — за выдающиеся заслуги в деле развития русского театрального искусства
- Медаль «За доблестный труд в Великой Отечественной войне 1941—1945 гг.»

## Семья
- первая жена — Елена Александровна Ленина, преподаватель французского языка в Театральном училище имени Щепкина. Двое детей:
  - сын — Ленин Игорь Михайлович (1905—1978), заслуженный деятель науки и техники РСФСР, профессор, доктор технических наук.
  - дочь — Ленина Алла Михайловна (род. 02.07.1910), артистка академического Малого театра с 9 июля 1941 года по 2 августа 1947 года.
- вторая жена — Кузнецова (Лист) Анна Матвеевна (20.2.1882—14.11.1964).

## Курьёзы и легенды с псевдонимом Ленин
Псевдоним Ленин сыграл с актёром злую шутку, так как совпадал с псевдонимом революционера В. И. Ленина. Сначала в 1905 году Михаилу Францевичу пришлось обратиться со страниц газеты «Московских ведомостей» к публике с настоятельной просьбой: «Я, артист Императорского Малого театра Михаил Ленин, прошу не путать меня с этим политическим авантюристом Владимиром Лениным». В связи с Февральской революцией и продолжающимися социальными волнениями в стране ему опять пришлось объясняться. В апрельском номере (№ 18—19) театрально-художественного журнала «Рампа и жизнь» от 1917 года, на первой обложке была напечатана фотография актёра с подписью: «Просятъ не смѣшивать».
Ходили также и легенды, например: однажды прибежал посыльный в кабинет к К. С. Станиславскому и закричал: «Константин Сергеевич, несчастье: Ленин умер!» «А-ах, Михаил Францевич!» — вскинул руки Станиславский. «Нет — Владимир Ильич!» «Тьфу-тьфу-тьфу, — застучал по дереву Станиславский, — тьфу-тьфу-тьфу!..»

## Роли в театре

### Киевское реальное училище
1. «Скупой рыцарь» А. С. Пушкина — Альберт

### Малый театр

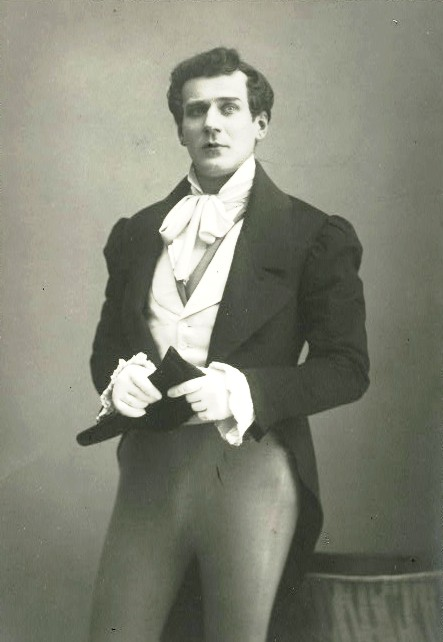
Михаил Ленин в роли Чацкого.

1. 1903 — «Измена» А. И. Сумбатова — Дато
2. 1904 — «Свадьба Кречинского» А. В. Сухово-Кобылина — Михаил Васильевич Кречинский
3. 1910 — «Женитьба Фигаро» П. Бомарше — граф Альмавива
4. 1910 — «Мария Стюарт» Ф. Шиллера — граф Лестер
5. 1911 — «Горе от ума» А. С. Грибоедова — Александр Андреевич Чацкий
6. 1912 — «Бесприданница» А. Н. Островского — Сергей Сергеевич Паратов
7. 1912 — «Укрощение строптивой» У. Шекспира — Петруччио
8. 1915 — «Стакан воды» Э. Скриба — Болингброк

### Театр Корша
1. 1920 — «Царь Эдип» Софокла — Эдип
2. 1922 — «Дон Карлос» Ф. Шиллера — Филипп II

### Малый театр
1. 1923 — «На всякого мудреца довольно простоты» А. Н. Островского — Курчаев
2. 1924 — «Юлий Цезарь» У. Шекспира — Юлий Цезарь
3. 1924 — «Медвежья свадьба» А. В. Луначарского — граф Шемет
4. 1925 — «Заговор Фиеско в Генуе» Ф. Шиллера — Веррина и Фиеско
5. 1933 — «Бешеные деньги» А. Н. Островского — Иван Петрович Телятев
6. 1934 — «Бойцы» Б. С. Ромашова — начштаба Ленчицкий
7. 1937 — «Лес» А. Н. Островский — Геннадий Демьянович Несчастливцев
8. 1937 — «Борис Годунов» А. С. Пушкина — Борис Годунов
9. 1939 — «Богдан Хмельницкий» А. Е. Корнейчука — Богдан Хмельницкий
10. 1941 — «Волки и овцы» А. Н. Островский — Василий Иванович Беркутов
11. 1943 — «Горе от ума» А. С. Грибоедова — Павел Афанасьевич Фамусов
12. 1948 — «Доходное место» А. Н. Островского — Аристарх Владимирович Вышневский
13. 1949 — «Рюи Блаз» В. Гюго — дон Саллюстий

## Фильмография
- 1917 — Может быть, да, может быть, нет… — авиатор Паоло
- 1918 — Выстрел
- 1923 — Борьба за «Ультиматум» — Михаил Лапшин, директор завода «Ультиматум»
- 1924 — Красный газ — адмирал Колчак

## Сочинения
- Пятьдесят лет в театре / Лит. обработка О. Леонидова. — М.: Всерос. театр. о-во, 1957. — 188 с.